# Люхтиков, Анисим Стефанович
Анисим Стефанович Люхтиков (26 июля 1898 года, дер. Кузовино, ныне Горецкий район, Могилёвская область — 6 ноября 1976 года, Москва) — советский военный деятель, Генерал-майор (1942 год).

## Начальная биография
Анисим Стефанович Люхтиков родился 26 июля 1898 года в деревне Кузовино ныне Горецкого района Могилёвской области.

## Военная служба

### Первая мировая и гражданская войны
В сентябре 1918 года был призван в ряды РККА и направлен красноармейцем в Городецкую караульную роту. В декабре того же года был назначен на должность каптенармуса 86-го отдельного стрелкового полка (Западный фронт), а в январе 1919 года — на должность ординарца командира этого полка.
В январе 1920 года был направлен на учёбу на 1-е советские пехотные командные курсы, после окончания которых в июле того же года был назначен на должность командира взвода в 14-м запасном стрелковом полку, дислоцированном в Дорогобуже. В том же месяце с маршевой ротой был направлен в 51-й стрелковый полк (6-я стрелковая дивизия), где служил на должностях командира взвода, помощника командира и командира роты и во время советско-польской войны принимал участие в ходе Варшавской наступательной операции, а затем в оборонительных боевых действиях под Гродно.

### Межвоенное время
С июня 1922 года служил в составе 6-го стрелкового полка (2-я Тульская дивизия) на должностях помощника командира и командира роты, командира взвода, роты, начальника хозяйственного довольствия полка. В июне 1923 года был назначен на должность командира роты в составе 2-го стрелкового полка, однако в 1924 году вернулся в 6-й стрелковый полк с назначением на должность помощника командира роты. В том же году переведён на эту же должность в 97-й стрелковый полк (33-я стрелковая дивизия) и в ноябре был направлен на учёбу на химические курсы при 33-й стрелковой дивизии, после окончания которых вернулся на занимаемую должность помощника командира роты. В июне 1926 года был назначен на должность командира роты 99-го стрелкового полка этой же дивизии, в ноябре 1929 года — на должность начальника 3-й части штаба 5-го стрелкового корпуса, а в мае 1930 года — на должность командира роты 24-го стрелкового полка.
В ноябре 1930 года Люхтиков был направлен на учёбу на курсы усовершенствования командного состава при 8-м отделе Штаба РККА, после окончания которых был назначен на должность начальника 3-й части штаба 10-го стрелкового корпуса, в ноябре 1934 года — на должность начальника 6-го отделения штаба этого же корпуса, в апреле 1936 года — на должность помощника начальника, а затем — на должность начальника 10-го отдела штаба Закавказского военного округа.
В 1937 году был направлен на учёбу в Военную академию имени М. В. Фрунзе, после окончания которой в августе 1938 года был назначен на должность начальника штаба 42-й стрелковой дивизии (Дальневосточный фронт), в мае 1939 года — на должность начальника специальной группы для особых поручений при Военном совете Приволжского военного округа, в марте 1940 года — на должность начальника Балашовского пехотного училища, в апреле 1941 года — на должность начальника Чкаловского стрелково-пулемётного училища, а 3 июня — на должность начальника Чкаловского танкового училища.

### Великая Отечественная война
В июле 1941 года был назначен на должность начальника отдела боевой подготовки штаба Приволжского военного округа, в августе — на должность командира 348-й стрелковой дивизии, формировавшейся в Бузулуке. Вскоре дивизия под командованием Люхтикова принимала участие в ходе Клинско-Солнечногорских оборонительной и наступательной операций, а после освобождения Клина была передислоцирована на ржевское направление.
В сентябре 1942 года был назначен на должность заместителя командующего 39-й армией по тылу, однако в июле 1943 года был снят с занимаемой должности и назначен на должность командира 31-й стрелковой бригады, а в августе — на должность командира 145-й стрелковой дивизии, которая принимала участие в боевых действиях по освобождению Демидова.
7 апреля 1944 года был назначен на должность командира 60-го стрелкового корпуса, который вел боевые действия на витебском направлении, а затем принимал участие в ходе Полоцкой, Шяуляйской, Рижской, Мемельской и Восточно-Прусской наступательных операций, а также в боевых действиях по уничтожению окруженной группировки войск противника юго-западнее Кёнигсберга и на Земландском полуострове. За высокое воинское мастерство, доблесть и мужество генерал-майор Люхтиков был награждён орденом Суворова 2 степени.

### Послевоенная карьера
После окончания войны находился на прежней должности.
В июле 1946 года был назначен на должность начальника Свердловского пехотного училища, а в октябре 1947 года — на должность заместителя начальника Управления кадров Сухопутных войск.
С апреля 1950 года находился в распоряжении Главного управления кадров и в июне того же года был назначен на должность начальника строевого управления Центрального управления аэродромного строительства ВВС Советской Армии. С января 1953 года вновь состоял в распоряжении Главного управления кадров и в июле того же года был назначен на должность старшего военного советника начальника управления вузов Венгерской Народной Армии.
Генерал-майор Анисим Стефанович Люхтиков в сентябре 1955 года вышел в запас. Умер 6 ноября 1976 года в Москве. Похоронен на Востряковском кладбище.

## Семья
- Жена — Люхтикова Мария Трофимовна (1906—1971), домохозяйка. Похоронена на Востряковском кладбище.
  - Дочь Люхтикова Раиса Анисимовна (род. 1927), заслуженный врач РФ, работала в городской клинической больнице № 4.
  - Дочь Одинцова Галина Анисимовна (1929—2019), юрист. Была замужем за генерал-полковником авиации М. П. Одинцовым (1921—2011). Похоронена рядом с мужем на Троекуровском кладбище города Москвы..
    - Внуки Дмитрий, Сергей и внучка Марианна.

  - Дочь Лаврова Алла Анисимовна, (род. 1938), по образованию педагог.
  - Сын, Люхтиков Александр Анисимович, (род. 1947), инженер по образованию.

## Награды
- Орден Ленина;
- Четыре ордена Красного Знамени;
- Орден Суворова 2 степени;
- Орден Кутузова 2 степени;
- Орден Отечественной войны 1 степени;
- Медали.